# Мольский, Виталий Константинович
Виталий Константинович Мольский (2 [14] мая 1829 — 12 [24] августа 1892, Кисловодск) — генерал-лейтенант, герой Севастопольской обороны и русско-турецкой войны 1877—1878 годов.

## Биография
Родился 2 мая 1829 года в дворянской семье Подольской губернии.
1 ноября 1844 года поступил на военную службу унтер-офицером в Финляндский линейный №2 батальон, и 19 марта 1851 года был произведён из подпрапорщиков в прапорщики Охотского егерского полка.
Произведённый 6 июня 1854 года в подпоручики Мольский принял участие во многих делах Восточной войны, был в числе первых при переправе через Дунай и находился при осаде Силистрии, за отличие был награждён орденом св. Анны 4-й степени.
После высадки англо-французов в Крыму, Мольский оказался в числе защитников Севастополя, где он находился около десяти месяцев.
В сражении 24 октября 1854 года на Инкерманских высотах он, подвергая свою жизнь опасности, оказал необыкновенную распорядительность, деятельность и самоотвержение при спасении знамени 1-го батальона Охотского егерского полка, за что 29 июля 1859 года был награждён орденом св. Георгия 4-й степени (№ 10147 по кавалерскому списку Григоровича — Степанова). В этом деле он был контужен штуцерной пулей в левую ногу ниже колена. Затем в конце октября того же года отличился в большой вылазке из Севастополя, причём был сильно контужен осколком бомбы в спину, и за отличие в этом деле 3 марта 1855 года был произведён в поручики и награждён орденом св. Анны 3-й степени с бантом.
В 1855 году он был в числе смелых охотников, атаковавших англичан близ Лабораторной балки 27 апреля и уничтоживших тех же англичан у Зелёной горы 30 апреля. 6 июля был произведён в штабс-капитаны, и с 8 июля состоял для особых поручений при начальнике штаба Севастопольского гарнизона генерал-майоре князе В. И. Васильчикове. При отражении неприятеля перед Малаховым курганом 22 августа 1855 года Мольский был ранен осколком бомбы в левую бровь, с обнажением кости и контужен в левую часть головы; в конце года он был произведён в капитаны со старшинством от даты своего ранения. 16 февраля 1856 года получил чин майора.
По окончании военных действий Мольский 3 декабря 1856 года был назначен состоять при 2-м кадетском корпусе, а 14 марта 1858 года получил в командование Вологодский батальон внутренней стражи, и 11 мая 1862 года был произведён в подполковники. С 17 октября 1866 года он командовал Ярославским губернским батальоном. Вслед за тем получил 28 мая 1869 года чин полковника, с 26 октября 1870 года возглавлял 77-й пехотный резервный батальон. За это время Мольский был награждён орденами св. Станислава 2-й степени (в 1858 году, императорская корона к этому ордену пожалована в 1865 году), св. Владимира 4-й степени (в 1865 году, за беспорочную выслугу 25 лет в офицерских чинах) и св. Анны 2-й степени (в 1872 году).
26 ноября 1873 года Мольский был назначен командиром 69-го пехотного Рязанского полка, в 1875 году награждён орденом св. Владимира 3-й степени, а 20 ноября 1876 года получил должность командира 54-го пехотного Минского полка, во главе которого в 1877 году выступил на Балканский театр русско-турецкой войны.
За переправу через Дунай Мольский 4 августа 1877 года получил золотую саблю с надписью «За храбрость», и 13 августа был произведён в генерал-майоры. С 10 сентября он командовал 2-й бригадой 14-й пехотной дивизии. 20 сентября 1877 года Мольский был легко ранен на Шипке. 30 октября при отражении атаки турок на Шипку Мольский был контужен вторично, но остался в строю.
По окончании войны Мольский с 16 декабря 1878 года командовал 1-й бригадой 14-й пехотный дивизии. 30 ноября 1879 года он был удостоен ордена св. Георгия 3-й степени (№ 577 по кавалерским спискам)
В воздаяние отличного мужества, храбрости и распорядительности, оказанных в разновременных делах с Турками, во время войны 1877—1878 годов.
Среди прочих наград за эту кампанию он имел ордена св. Станислава 1-й степени с мечами (1878 год), св. Анны 1-й степени с мечами (1878 год) и св. Владимира 2-й степени с мечами (1879 год).
В дальнейшем Мольский командовал 1-й бригадой 2-й гренадерской дивизии (с 26 марта 1882 года) и 2-й бригадой 25-й пехотной дивизии (с 28 августа 1886 года).
11 октября 1887 года Мольский был назначен комендантом Бобруйской крепости и 30 августа 1888 года произведён в генерал-лейтенанты, в 1891 году награждён орденом Белого орла.
Скончался Мольский 12 августа 1892 года в Кисловодске на 64 году жизни.
Похоронен на Братском кладбище в Севастополе. Могила Мольского — ОКН России регионального значения  Объект культурного наследия народов РФ регионального значения. Рег. № 921711306260005 (ЕГРОКН). Надпись: «Мольский/ родился 2 мая 1829 года. Скончался 12 августа 1892 г. / От жены, детей и внуков»